# Skyscraper (David Lee Roth)
| Recensione | Giudizio |
| ---------- | -------- |
| AllMusic   | [ 3 ]    |

Skyscraper è il secondo album in studio del cantante statunitense David Lee Roth, pubblicato nel gennaio 1988 dalla Warner Records.

## Il disco
Rispetto a Eat 'Em and Smile, l'album si presenta musicalmente più eclettico, motivo per cui, a differenza del precedente, in un primo momento divise l'opinione della critica specializzata. Questo è l'ultimo disco di David Lee Roth che presenta in formazione il chitarrista Steve Vai (che lascerà il gruppo nel 1989 per unirsi agli Whitesnake) e il bassista Billy Sheehan (che fonderà poi i Mr. Big).

## Tracce
Testi e musiche di David Lee Roth e Steve Vai, eccetto dove indicato.
1. Knucklebones – 3:18 (Roth, Gregg Bissonette, Matt Bissonette)
2. Just Like Paradise – 4:03 (Roth, Brett Tuggle)
3. The Bottom Line – 3:37
4. Skyscraper – 3:38
5. Damn Good – 5:49
6. Hot Dog and a Shake – 3:19
7. Stand Up – 4:39 (Roth, Tuggle)
8. Hina – 4:40
9. Perfect Timing – 3:41 (Roth, Tuggle)
10. Two Fools a Minute – 4:28

## Formazione
- David Lee Roth - voce
- Steve Vai - chitarra
- Billy Sheehan - basso, cori
- Gregg Bissonette - batteria, percussioni, cori
- Brett Tuggle - tastiere, cori

### Altri musicisti
- John Batdorf - cori
- Tommy Funderburk - cori
- Tom Kelly - cori
- Gary Falcone - cori
- Joe Pizzulo - cori
- Dr. Funk PhD - basso

## Classifiche
| Classifica (1988) | Posizione |
| ----------------- | --------- |
| Billboard 200     | 6         |

### Singoli
| Anno | Singolo            | Posizione         | Posizione       | Posizione |
| Anno | Singolo            | Billboard Hot 100 | Mainstream Rock |           |
| ---- | ------------------ | ----------------- | --------------- | --------- |
| 1988 | Just Like Paradise | 6                 | 1               |           |
| 1988 | Stand Up           | 64                | 5               |           |
| 1988 | Damn Good          | \                 | 2               |           |
| 1988 | Knucklebones       | \                 | 45              |           |